# Kals am Großglockner
Kals am Großglockner ist eine Gemeinde mit 1111 Einwohnern (Stand 1. Jänner 2025) im österreichischen Bezirk Lienz (Osttirol) und bezirksweit die flächenmäßig drittgrößte Gemeinde. Das Gemeindegebiet von Kals umfasst das gesamte Kalser Tal sowie einen kleinen Teil des Iseltals. Der Hauptort Ködnitz selbst liegt rund 30 Kilometer nordnordwestlich der Stadt Lienz. Wirtschaftlich spielen in der Gemeinde die Landwirtschaft und der Tourismus eine wichtige Rolle, wobei Kals von der Lage am Großglockner (3798 m), dem höchsten Berg Österreichs, profitiert. Die Gemeinde liegt im Gerichtsbezirk Lienz.

## Geographie

### Lage
Kals am Großglockner liegt im Nordosten Osttirols an der Grenze zu Salzburg und Kärnten. Das Gemeindegebiet von Kals befindet sich inmitten der Hochgebirgslandschaft der Hohen Tauern und umfasst das gesamte vom Kalserbach geformte Kalser Tal mit seinen nach Osten verlaufenden Seitentälern. Hierzu gehören unter anderem das Lesachtal, das Ködnitztal und das Teischnitztal. Zum Gemeindegebiet gehören Teile der Granatspitzgruppe, der Glocknergruppe und der Schobergruppe mit einer Vielzahl von Bergen von mehr als 3000 m Höhe. Höchster Punkt des Gemeindegebietes ist der Großglockner (3798 m ü. A.), der tiefste Punkt der Gemeinde befindet sich am Kalserkraftwerk in Unterpeischlach in 760 m ü. A.

### Gemeindegliederung
Die Gemeinde Kals am Großglockner besteht aus einer gleichnamigen Katastralgemeinde und war bis 1810 in neun Rotten unterteilt. Heute wird das Gemeindegebiet in elf Fraktionen gegliedert. Diese sind von der Mündung des Kalserbachs in die Isel Richtung Norden aus gesehen: Unterpeischlach, Oberpeischlach, Staniska (mit dem Weiler Haslach), Arnig, Lesach (mit den Weilern Pradell und Elleparte), Lana, Ködnitz, Glor-Berg, Großdorf, Unterburg und Burg (mit Taurer-Spöttling). Ein Ortsteil Kals existiert hingegen offiziell nicht, jedoch wird oftmals der Ortsteil Ködnitz mit Kals gleichgesetzt und ist so auch durch Ortstafeln gekennzeichnet.

### Flächennutzung
| Flächen- und Bodennutzung 2001 |            |       |
| Bodenart                       | Größe (ha) | %     |
| Unproduktives Land             | 7.421      | 41,1  |
| Almen                          | 6.337,7    | 35,1  |
| Wald                           | 3.601,5    | 19,9  |
| Wiesen und Weiden              | 0499,9     | 02,8  |
| Gewässer                       | 0137,8     | 00,80 |
| Baufläche                      | 0032,9     | 00,02 |
| Ackerland                      | 0023,3     | 00,01 |

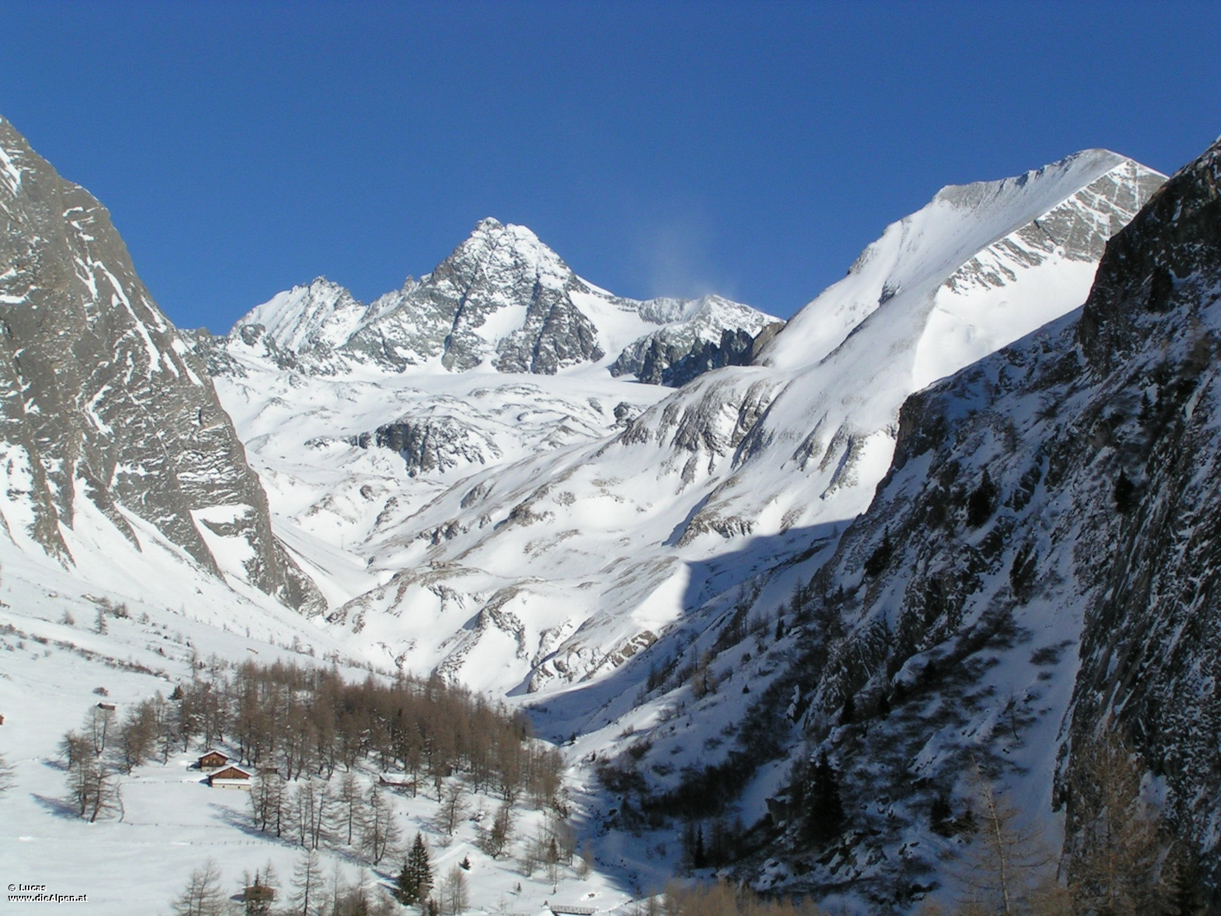
Der Großglockner, gesehen vom Ködnitztal

Kals am Großglockner hat durch seine hochalpine Lage innerhalb der Hohen Tauern einen großen Umfang an nicht nutzbaren Flächen, die rund 41,1 % des Gemeindegebiets ausmachen. An zweiter Stelle rangieren Almen, die etwa 35 % des Gemeindegebietes umfassen. Auch Wälder spielen auf dem Gemeindegebiet von Kals eine wichtige Rolle, mit rund 20 % liegt diese Nutzungsart an dritter Stelle. Alle anderen Flächenformen sind anteilsmäßig von relativ geringer Bedeutung. Wiesen umfassen 2,8 %, Gewässer 0,8 % und Bauflächen 0,02 %. Ackerland spielt heute mit 0,01 % eine sehr untergeordnete Rolle.

### Nachbargemeinden
Kals am Großglockner ist im Westen durch die Granatspitzgruppe von Matrei in Osttirol getrennt. Die Gemeinde Matrei ist dabei nicht nur die flächenmäßig größte Gemeinde Osttirols, sie verfügt nach Lienz auch über die zweithöchste Bevölkerungszahl und ist als wirtschaftliches, soziales sowie medizinisches Zentrum des nördlichen Osttirols auch für die Kalser Bevölkerung von Bedeutung. Die Pfarrkirche und die Volksschule des Ortsteils Huben werden zudem auch von der Bevölkerung des südlichen Kalsertals genutzt. Neben Huben im Südwesten grenzt Kals im Süden entlang der Isel und in der Folge getrennt durch die Schobergruppe an die Gemeinde St. Johann im Walde. Die Schobergruppe bildet in der Folge auch die Grenze zu Ainet und Nußdorf-Debant. Die Grenze zur Kärntner Gemeinde Heiligenblut am Großglockner im Osten und zum salzburgerischen Uttendorf im Nordosten wird durch die Glocknergruppe gebildet.

### Berge
Das Kalser Gemeindegebiet ist im Westen, Norden und Osten von den Gebirgsgruppen der Granatspitz-, Glockner- und Schobergruppe umschlossen. Der Hauptkamm der stark vergletscherten Glocknergruppe trennt das Gemeindegebiet von Kals von den Bundesländern Salzburg und Kärnten. Hier liegt mit dem Großglockner (3798 m) der höchste Berg Österreichs. Weitere bekannte Berge des von Nordwesten bis Südosten verlaufenden Glocknerhauptkammes sind der Hohe Kasten (3189 m), das Eiskögele (3426 m), die Rosmariswandköpfe (3511 m), die Glocknerwand (3721 m) und der Kleinglockner (3770 m). Im Süden schließt an die Glocknergruppe die Schobergruppe an. Mit dem Hochschober (3240 m), dem Glödis (3206 m), dem Roten Knopf (3281 m) und dem Bösen Weibl (3119 m) liegen auch hier die wichtigsten Erhebungen auf dem Kalser Gemeindegebiet. Im Westen trennt die Granatspitzgruppe das Kalser Gebiet von Matrei in Osttirol. Wichtigste Erhebungen sind hier der Große Muntanitz (3232 m), die Vordere Kendlspitze (3085 m) und der Kalser Bärenkopf (3079 m).

### Flüsse
Bestimmendster Fluss auf dem Gemeindegebiet ist der 21,36 Kilometer lange Kalserbach, der das Kalser Tal von Norden nach Süden durchfließt. Hinzu kommen seine wichtigsten talbildenden Zuflüsse, der Teischnitzbach, der Ködnitzbach und der Lesachbach, die alle östlich des Kalserbaches entspringen. Die an den Abhängen der Granatspitzgruppe entspringenden Bäche konnten hingegen keine größeren Täler ausbilden. Durch die Mündung des Kalserbaches im Iseltal hat Kals auch einen kleinen Anteil an der Isel.

### Klima

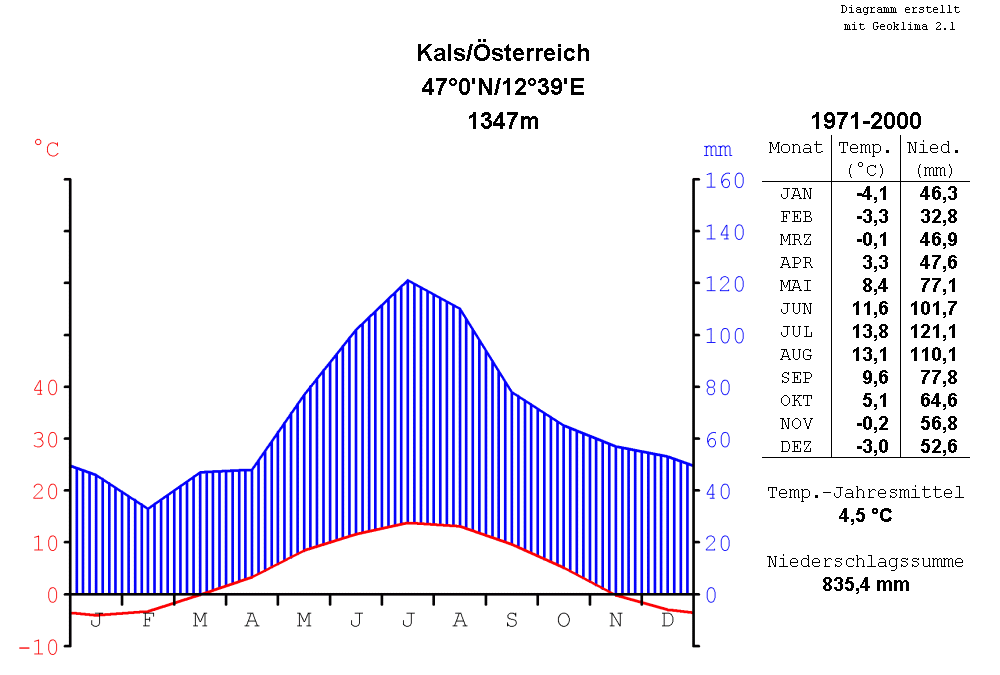
Klimadiagramm von Kals 1971–2000

Aufgrund der kurzen Sommer gilt das Klima von Kals als subarktisch (Dfc).
Auf Grund der Tallage kann sich eine geschlossene Wolkendecke im Kalser Tal nur kurz halten, da föhniger Wind aus Nord oder Nordwest die Wolken regelmäßig auflockert. Dadurch ist auch die Zahl der Nebeltage mit 19 vergleichsweise gering. 142 Tagen mit Niederschlag stehen 124 trübe und 57 heitere Tage gegenüber. Die niedrigsten Jahresmittelwerte der Lufttemperatur wurden in Kals mit 3,5 °C gemessen, die höchsten liegen bei über 5 °C. 1994 wurde mit 6,1 °C der höchste je gemessene Wert erreicht. Zudem lagen in den 1990er Jahren die Jahresmittelwerte nie unter 4 °C. Der Jahresniederschlag ist im Hauptort Ködnitz mit 850 mm gegenüber höheren Lagen in der Gemeinde relativ gering. Im Bereich der Lucknerhütte (2250 m) fallen beispielsweise 1.300 mm Niederschlag pro Jahr. Während Februar und März den geringsten Niederschlag verzeichnen, fällt im Juni, Juli und August die größte Niederschlagsmenge. Eine geschlossene Schneedecke bildet sich in der Regel ab Ende November/Anfang Dezember und bleibt bis Mitte März bestehen.
|                        | Jan  | Feb  | Mär  | Apr  | Mai  | Jun  | Jul  | Aug  | Sep  | Okt  | Nov  | Dez  |   |      |
| Mittl. Temperatur (°C) | −3,9 | −3,1 | 0,2  | 4,0  | 9,1  | 12,3 | 14,4 | 13,5 | 9,6  | 5,5  | 0,3  | −3,1 | ⌀ | 4,9  |
| Mittl. Tagesmax. (°C)  | 1,5  | 3,0  | 6,2  | 10,0 | 15,2 | 18,5 | 21,0 | 20,2 | 16,3 | 11,7 | 5,5  | 1,6  | ⌀ | 10,9 |
| Mittl. Tagesmin. (°C)  | −7,6 | −7,0 | −3,7 | −0,2 | 4,1  | 7,1  | 9,2  | 8,8  | 5,6  | 1,9  | −2,9 | −6,3 | ⌀ | 0,8  |
|                        |      |      |      |      |      |      |      |      |      |      |      |      |   |      |
| Niederschlag (mm)      | 40   | 32   | 43   | 45   | 78   | 103  | 125  | 120  | 80   | 72   | 60   | 49   | Σ | 847  |
|                        |      |      |      |      |      |      |      |      |      |      |      |      |   |      |
| Luftfeuchtigkeit (%)   | 56,8 | 52,6 | 48,5 | 48,0 | 49,7 | 49,3 | 48,8 | 52,8 | 54,5 | 59,3 | 60,8 | 61,6 | ⌀ | 53,6 |

| −7,6 |

| −7,0 |

| −3,7 |

| −0,2 |

| 4,1 |

| 7,1 |

| 9,2 |

| 8,8 |

| 5,6 |

| 1,9 |

| −2,9 |

| −6,3 |

| −7,6 |

| −7,0 |

| −3,7 |

| −0,2 |

| 4,1 |

| 7,1 |

| 9,2 |

| 8,8 |

| 5,6 |

| 1,9 |

| −2,9 |

| −6,3 |

## Geschichte

### Kals bis zum Mittelalter
Das Kalser Tal dürfte bereits in der Altsteinzeit von Jägern und Sammlern aufgesucht worden sein. Als wichtigste Fundstelle dieser Zeit erwiesen sich die 1975 bei einem Kapellenbau entdeckten 50–70 Steinbockschädel, die teilweise kreisförmig um eine Feuerstelle angeordnet waren. Neueste Funde aus dem Jahre 1995 stellen eine Verbindung zu einer mesolithischen Kultur um die Zeit zwischen 9.000 und 5.300 v. Chr. her. Weitere wichtige Funde auf dem Kalser Gemeindegebiet sind die ältesten Keramiken Osttirols aus der Vasi-a-bocca-quadrata-Kultur und ein neolithischer Steinhammer aus einem herzförmigen Prasinitstein (um 2000 v. Chr.).
Während der späteren Eisenzeit (La-Tène-Zeit) geriet das Gebiet schließlich in den Einflussbereich der Kelten, die gegen Ende des zweiten Jahrhunderts v. Chr. das Königreich Noricum gründeten. Die Kelten unterhielten rege Handelsbeziehungen mit den benachbarten Römern und anerkannten 15 v. Chr. die römische Oberhoheit über ihr Königreich. Kals war während dieser Periode vermutlich durch seinen Übergang am Kalser Tauern ins benachbarte Pinzgau von verkehrstechnischer Bedeutung.

### Kals im Mittelalter

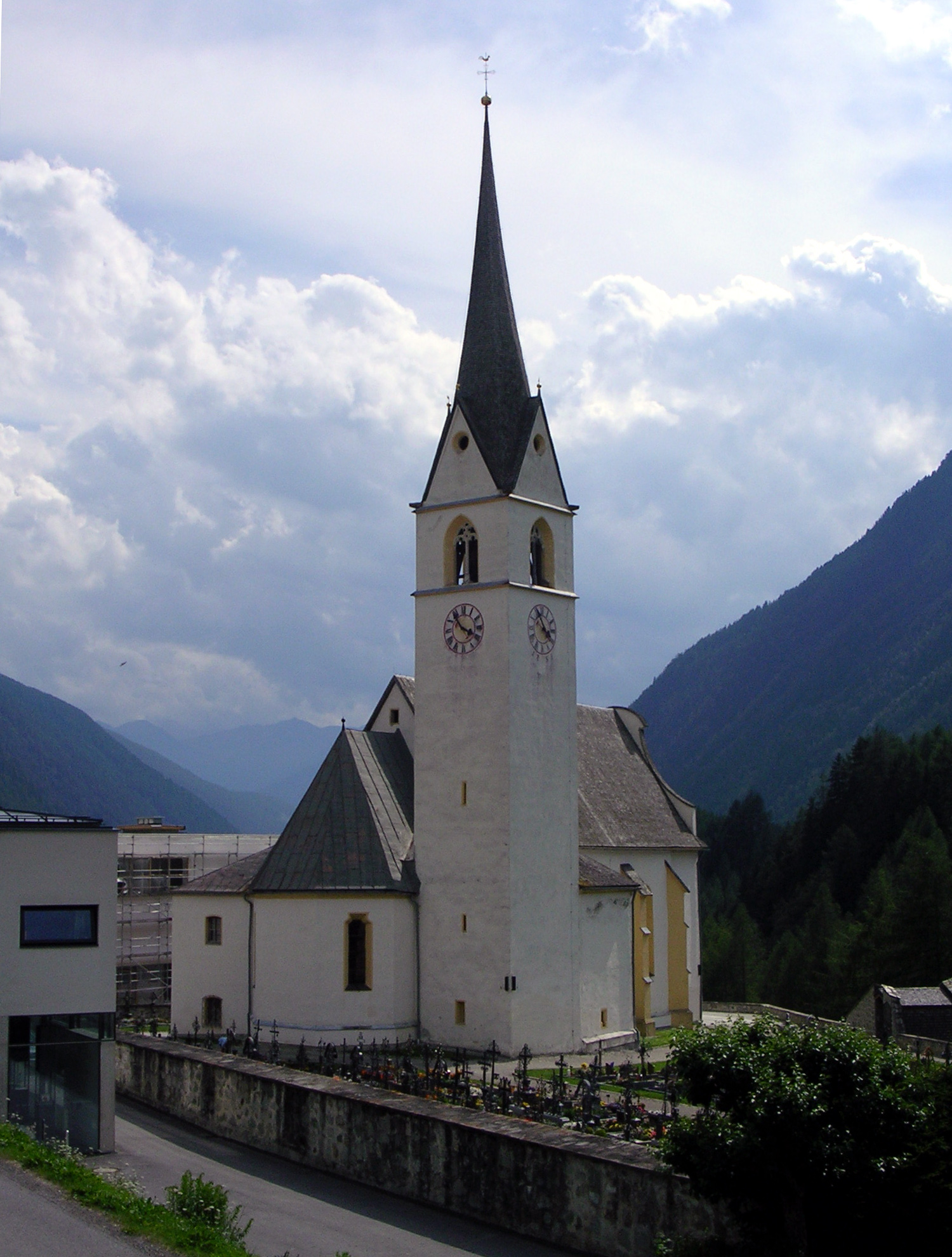
Die Kalser Pfarrkirche St. Rupert, erstmals 1274 urkundlich genannt

Nach der Schlacht bei Aguntum 610 zwischen Baiern und Slawen drangen die Slawen in die Täler Osttirols vor und siedelten sich auch im Kalser Tal an. Romanische Bevölkerungsteile konnten sich jedoch noch längere Zeit in führenden Wirtschaftspositionen halten. Nach dem Verlust der slawischen Vormachtstellung gegen die Baiern setzte ab 769 durch die Gründung des Klosters Innichen die Christianisierung ein. 811 legte Karl der Große die Drau als Diözesangrenze fest. Kals fiel dadurch in die kirchliche Einflusssphäre Salzburgs, die bis 1818 bestehen blieb. Bairische Siedler siedelten sich ab dem späten achten Jahrhundert verstärkt im Kalser Tal an. Trotz einer schleichenden Germanisierung wurde im Kalser Tal vermutlich bis ins 13. Jahrhundert auch Slawisch gesprochen und auch die romanische Sprache starb im Mittelalter nur langsam aus.
Im 11. Jahrhundert zerfiel das 976 gegründete Herzogtum Kärnten in vier Gaue. Der westlichste, Lurngau genannt, umfasste auch das Kalser Tal und unterstand den Grafen von Lurngau (Meinhardiner). Meinhard von Görz erbte 1253 Tirol und vereinte es mit seinen Ländereien. Nach Meinhards Tod wurde der Besitz unter seinen Söhnen geteilt und Kals fiel an Albert II., der seinen Besitz in Landgerichte teilte und um 1280 das Niedergericht Kals gründete. Als Bestandteil der Lurngaus vergab der Herzog das Kalser Tal als Lehen. Wie in der gesamten Herrschaft Lienz galt auch hier das Freistiftrecht, das dem Lehnsherren umfangreiche Rechte übertrug und die Bevölkerung bis 1782 stark belastete. Erstmals urkundlich erwähnt wurde Kals am 19. August 1197 im Zuge eines Gerichtstages in Patriasdorf, einem heutigen Teils von Lienz, bei dem „Rainardus plebanus de Calce“ (Pfarrer Reinhard von Kals) als Zeuge genannt wurde. 1274 wurde auch die Kalser Rupertskirche urkundlich genannt. 1366 wurde die nahe gelegene Filialkirche St. Georg neu geweiht.

### Kals in der frühen Neuzeit
Nachdem die Ehe des Grafen Leonhard von Görz kinderlos geblieben war, erbte 1500 Maximilian I. das Gebiet Osttirols. Aus Geldmangel verkaufte er am 10. August 1501 jedoch die Stadt Lienz sowie das Landgericht und die zugeordneten Ämter an das Geschlecht der Familie Wolkenstein-Rodenegg. Er selbst behielt sich nur die Landeshoheit vor. Für die Kalser Bauern bedeutete dies eine Fortführung der starken Belastungen durch das Freistiftrecht. Ab der Mitte des 16. Jahrhunderts erlebte der Kupferbergbau in Kals einen Aufschwung. 1607 wurde in Unterpeischlach auch eine eigene Schmelzhütte errichtet. Kurze Zeit später brach jedoch der Bergbau in den Iseltälern wieder zusammen. Auch die Herrschaft der Grafen von Wolkenstein Rodenegg ging bereits 1653 nach einem Konkurs zu Ende. Das Landgericht Lienz mit dem Zugericht Kals wurde in der Folge vom Haller Damenstift erworben. Das Freistiftrecht blieb weiterhin bestehen. Auch Proteste der Kalser Bauern gegen die hohen Abgaben änderten daran nichts. Nach der Aufhebung des Damenstiftes 1783 durch Kaiser Joseph II. kam es zumindest zu einer kleinen Entlastung, nachdem Kaiser Joseph 1789 zwei Drittel der Rückstände per Erlass getilgt hatte.

### Napoleonische Kriege und beginnender Tourismus
Nach der Niederlage der österreichischen Truppen in der Schlacht bei Austerlitz musste Österreich Tirol an Bayern abtreten. Die Tiroler wollten sich jedoch mit der Besatzung nicht abfinden und wagten im April 1809 unter Führung von Andreas Hofer den Aufstand. Nach einer siegreichen Schlacht an der Lienzer Klause im August 1809 organisierten die benachbarten Matreier im Winter 1809 den neuerlichen Widerstand gegen die feindlichen Truppen. Die Führung der 150 Kalser Schützen übernahm der Wirt Rupert Groder. Auf Grund der Bedrohung durch die rund 900 Iseltaler Schützen schlossen die Franzosen am 9. November in Unterpeischlach einen Waffenstillstand. Bereits im Dezember erfolgte jedoch die endgültige Besetzung Osttirols durch die Franzosen, die am 28. Dezember in Kals einrückten und anstelle des gesuchten Schützenkommandanten Rupert Groder seinen Bruder Stephan erschossen. Kals wurde in der Folge den neugeschaffenen drei illyrischen Provinzen zugeschlagen, jedoch bereits 1813 von der Herrschaft der Franzosen befreit.

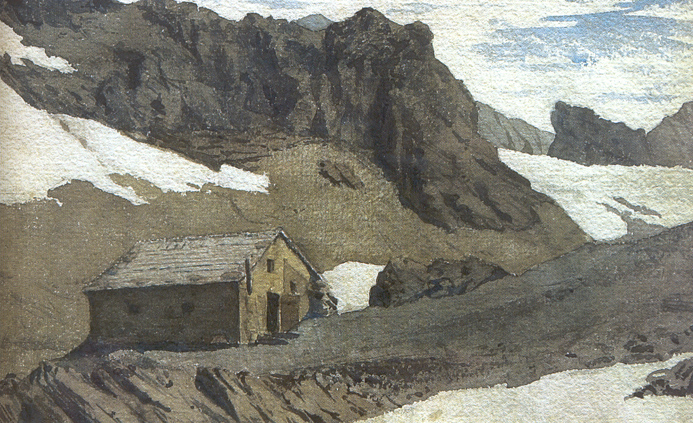
Die 1869 eröffnete Stüdlhütte in einem Gemälde eines unbekannten Malers aus dem Jahr 1874

Das dringendste Problem der Kalser blieb in der Folge die Abgabenbelastung durch das Freistiftrecht. Dem Brunecker Kreishauptmann Theodor von Kern gelang es 1835, die Hälfte aller Abgaben zu streichen und die Revolution von 1848 führte zur endgültigen Bauernbefreiung und Grundentlastung. Kurze Zeit später begann der Tourismus zu einem wichtigen wirtschaftlichen Standbein für Kals zu werden. 1855 erfolgte die Erstbesteigung des Großglockners von der Kalser Seite und Ende der 1860er Jahre, nach der Erstbesteigung des Großvenedigers, setzte auch in Kals ein verstärkter Tourismus ein. Gefördert von Johann Stüdl wurde Kals zum führenden Glockner-Talstützpunkt und zahlreiche Kalser fanden als Bergführer eine zusätzliche Verdienstmöglichkeit. Zwar wurde Kals durch den Anschluss von Lienz an die Drautalbahn leichter erreichbar, ins Kalser Tal führte jedoch nur ein Karrenweg. 1912 wurde daher mit dem Bau einer Straße begonnen, die allerdings erst 1927 fertig gestellt werden konnte.

### Kals im 20. Jahrhundert

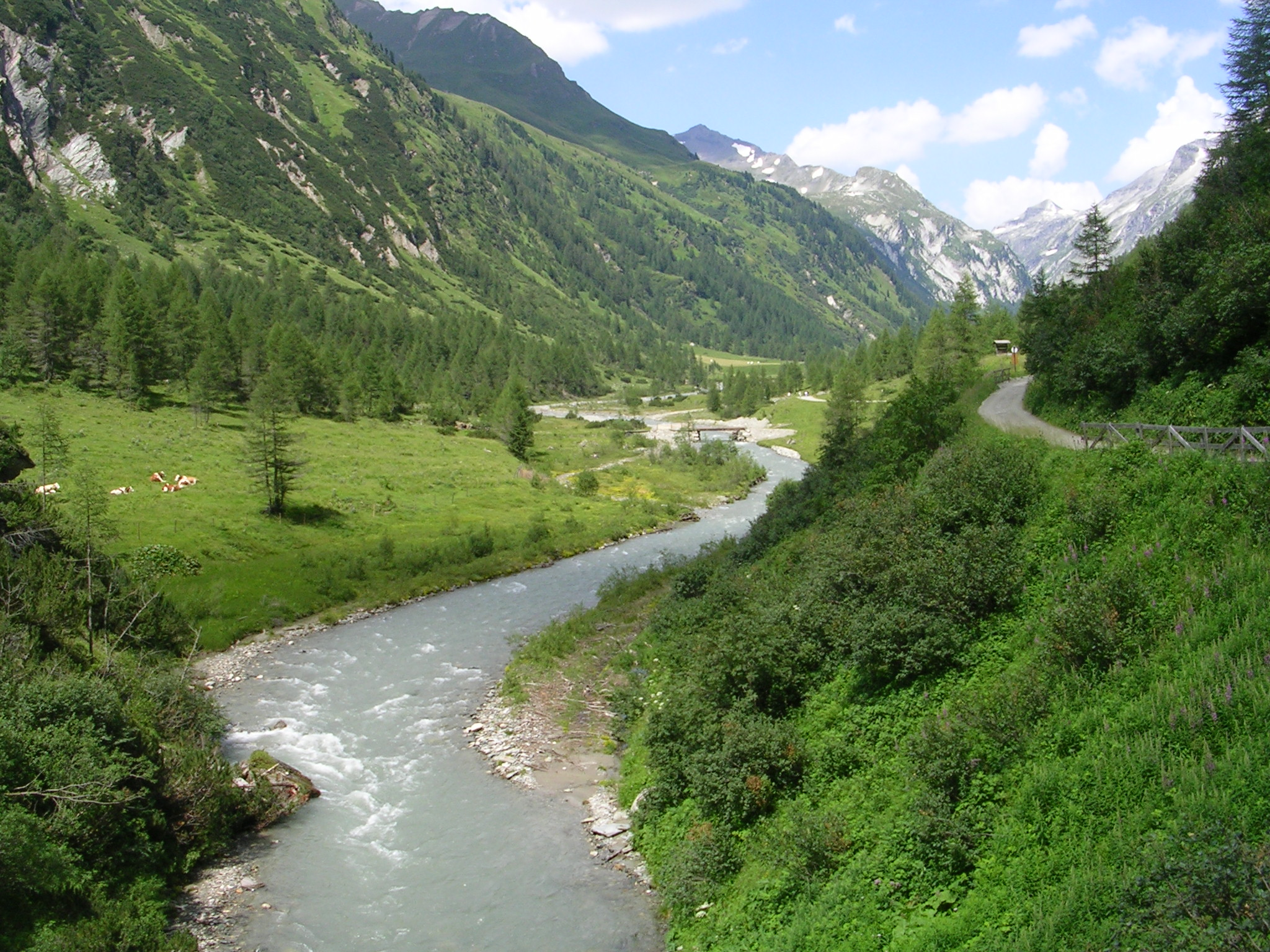
Das Dorfertal, über Jahrzehnte Planungsgebiet der Energiewirtschaft

Nach dem Ende des Ersten Weltkrieges, dem 51 Kalser zum Opfer gefallen waren, sorgte eine Grippewelle auch für Opfer unter der Zivilbevölkerung. Die Inflation nach dem Ende des Krieges traf die Kalser als Selbstversorger hingegen weniger hart. Ab 1925 setzte auch wieder ein Zuwachs im Tourismus ein und die Verkehrsinfrastruktur im Kalser Tal wurde wesentlich verbessert. Die Weltwirtschaftskrise verschonte jedoch auch die Kalser nicht und die stark gesunkenen Vieh- und Holzpreise führten zu einzelnen Hofversteigerungen. Vom Anschluss Österreichs an das Deutsche Reich profitierte die Kalser Bevölkerung zunächst durch Entschuldungsmaßnahmen und zahlreiche Förderungen, die Gemeindeverwaltung wurde im Gegensatz zu anderen Gemeinden kaum verändert. Bei der Volksabstimmung über den Anschluss Österreichs an das Deutsche Reich stimmten in Kals rund 90 % (österreichweit 99,73 %) für den Anschluss. Kals war durch seinen Selbstversorgungscharakter wenig von den Rationalisierungsmaßnahmen betroffen, litt aber allmählich unter immer höheren Vorschreibungen zur Ablieferung von Lebensmitteln. Auch die Überwachung und Unterdrückung der freien Meinungsäußerung nahm im Verlauf des Krieges immer stärkere Ausmaße an. Trotz seiner Randlage blieb Kals jedoch nicht vom Bombenkrieg verschont. Bereits im Sommer 1942 hatte ein Notabwurf Glor getroffen. Zudem wurden am 20. Jänner 1945 drei Kinder auf dem Schulweg von einer Bombe getötet, die in ein Futterhaus einschlug. Ihren Dienst an der Front bezahlten zudem 57 Kalser mit ihrem Leben.
Nach dem Ende des Krieges führten 1945 schwere Regenfälle und 1950/51 zahlreiche Lawinenabgänge im Winter zu teilweise großen Zerstörungen. Die daraufhin durchgeführten Investitionen in die Wildbachverbauung und den Lawinenschutz brachten mehr Sicherheit, aber auch Arbeit ins Kalser Tal. Gleichzeitig wurden ab Mitte der 1950er Jahre die Landwirtschaftsmethoden der Kalser Bauern vom Ackerbau hin zur Viehzucht umgestellt. Prägend für die Geschichte von Kals nach 1945 wurde der Streit um den geplanten Stausee im Dorfertal, für den sich insbesondere ÖVP-Landes- und Bezirkspolitiker, der ÖGB sowie die Energiewirtschaft einsetzten. In einer Volksabstimmung kippte jedoch die Kalser Bevölkerung 1987 das Projekt, dessen endgültiges Aus 1989 von Energieminister Robert Graf verkündet wurde. Mit der Errichtung des Nationalparks Hohe Tauern konnte der sanfte Tourismus nachhaltig gefördert werden.

## Bevölkerung
| Bevölkerungsverteilung 2001 |     |
| Großdorf                    | 331 |
| Lesach                      | 210 |
| Unterpeischlach             | 183 |
| Ködnitz                     | 156 |
| Burg                        | 099 |
| Oberpeischlach              | 099 |
| Lana                        | 078 |
| Glor-Berg                   | 068 |
| Arnig                       | 042 |
| Unterburg                   | 038 |
| Staniska                    | 034 |

### Bevölkerungsstruktur
Die Gemeinde hatte laut Volkszählung 2001 1.338 Einwohner. 96,6 % der Bevölkerung besitzen die österreichische Staatsbürgerschaft. Zur römisch-katholischen Kirche bekennen sich 98,0 % der Einwohner, 0,8 % sind ohne religiöses Bekenntnis. Die Altersstruktur von Kals ist gegenüber dem Bundesländerschnitt deutlich jünger. So sind in Kals 21,7 % der Einwohner jünger als 15 Jahre (Gesamttirol: 18,4 %) und 59,6 % zwischen 15 und 59 Jahre alt (Gesamttirol: 63,0 %). Der Anteil der Einwohner mit mehr als 59 Jahren liegt mit 18,8 % im Landesschnitt (18,6 %).

### Bevölkerungsentwicklung
Hatte Kals 1615 noch 1.262 Bewohner gezählt, so reduzierte sich die Bevölkerungszahl während des 19. und frühen 20. Jahrhunderts durch Auswanderung der Menschen aus dem Kalser Tal auf unter 1.000 Einwohner. Im Zuge der Kriegsereignisse und durch Krankheiten sank die Bevölkerung 1919 auf nur noch 880 Personen ab. Es folgte danach wieder ein kontinuierlicher Anstieg der Einwohnerzahl, sodass sich die Bevölkerungszahl bis 1971 um rund 55 % erhöht hatte. Nach einem Bevölkerungsrückgang bis in die 1990er Jahre stieg die Einwohnerzahl bis 2001 wieder merkbar an. Seitdem verlor die Gemeinde jedoch wieder Einwohner durch die Abwanderung aus dem Kalsertal. Die Geburtenbilanz war hingegen in den letzten Jahren nahezu ausgeglichen.

## Kultur und Sehenswürdigkeiten

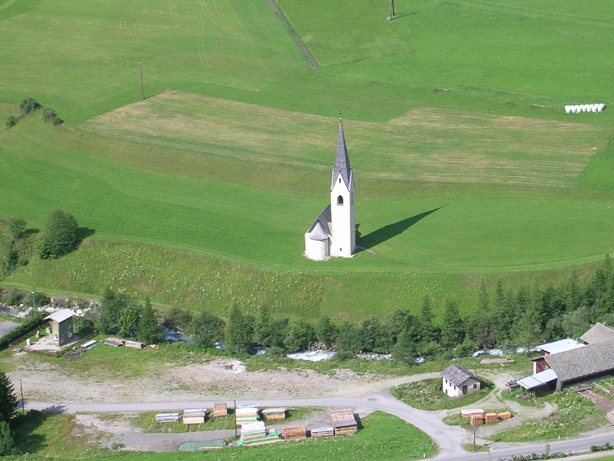
Die gotische St. Georgskirche am Kalserbach

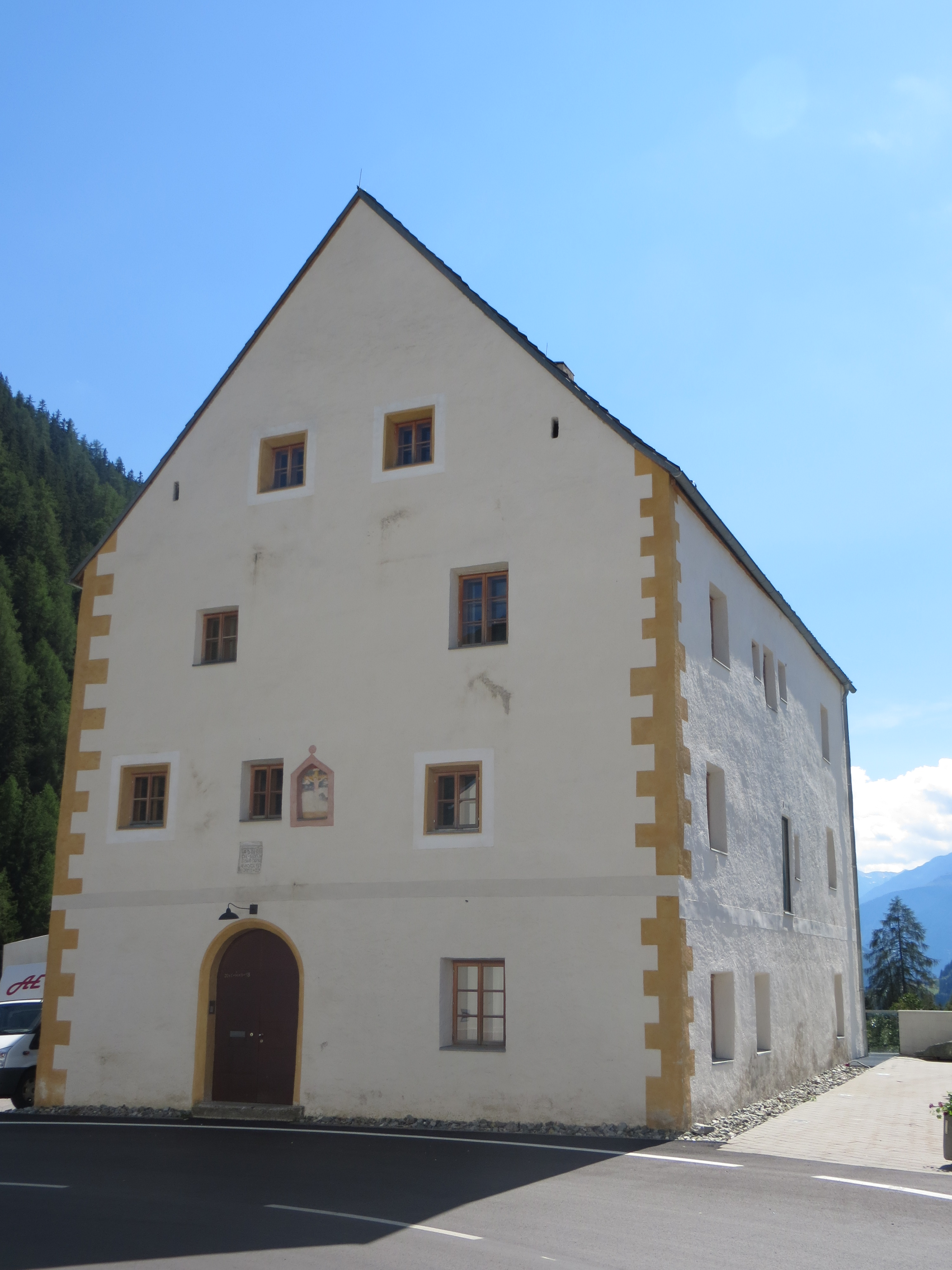
Widum

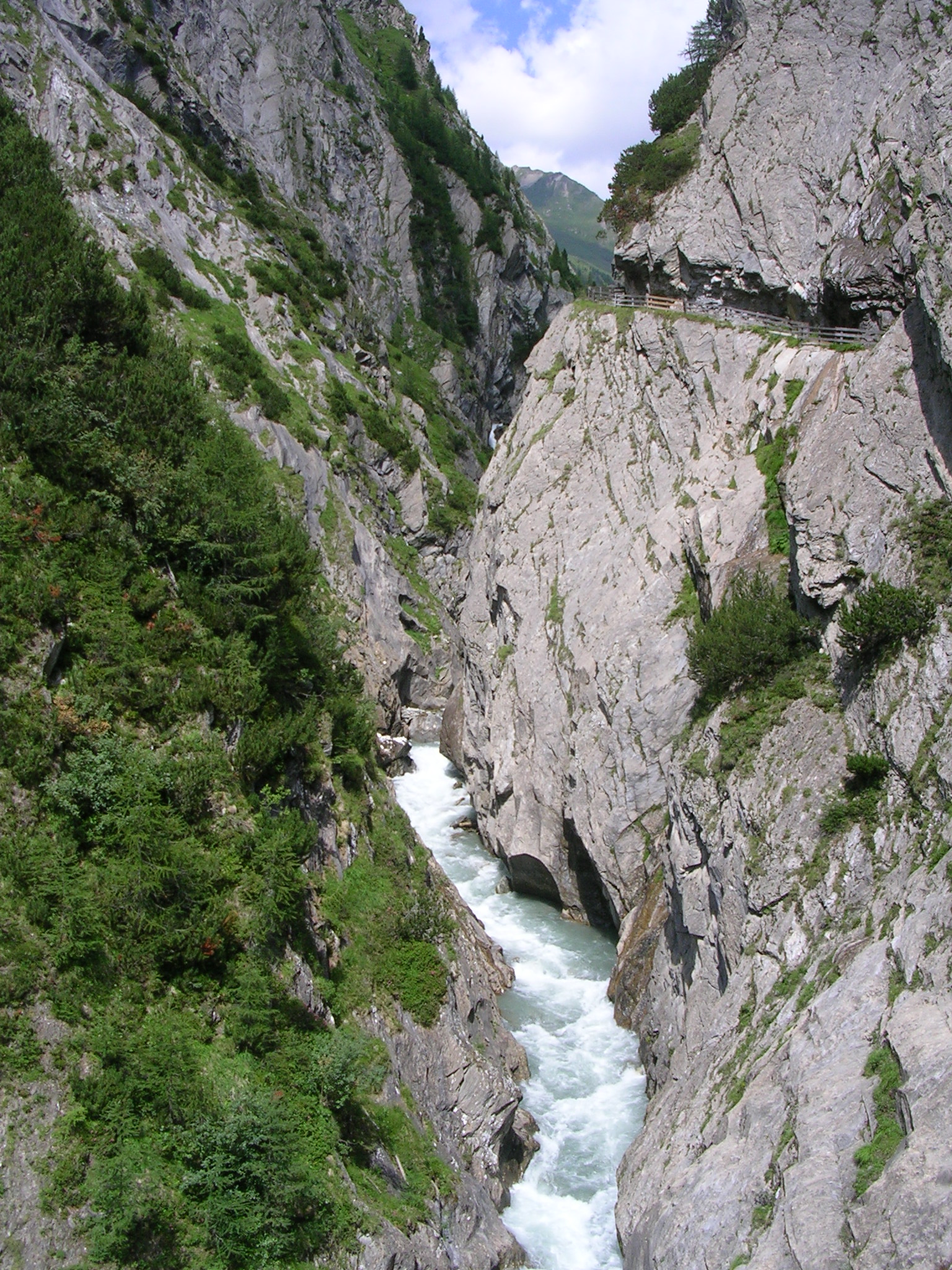
Daberklamm

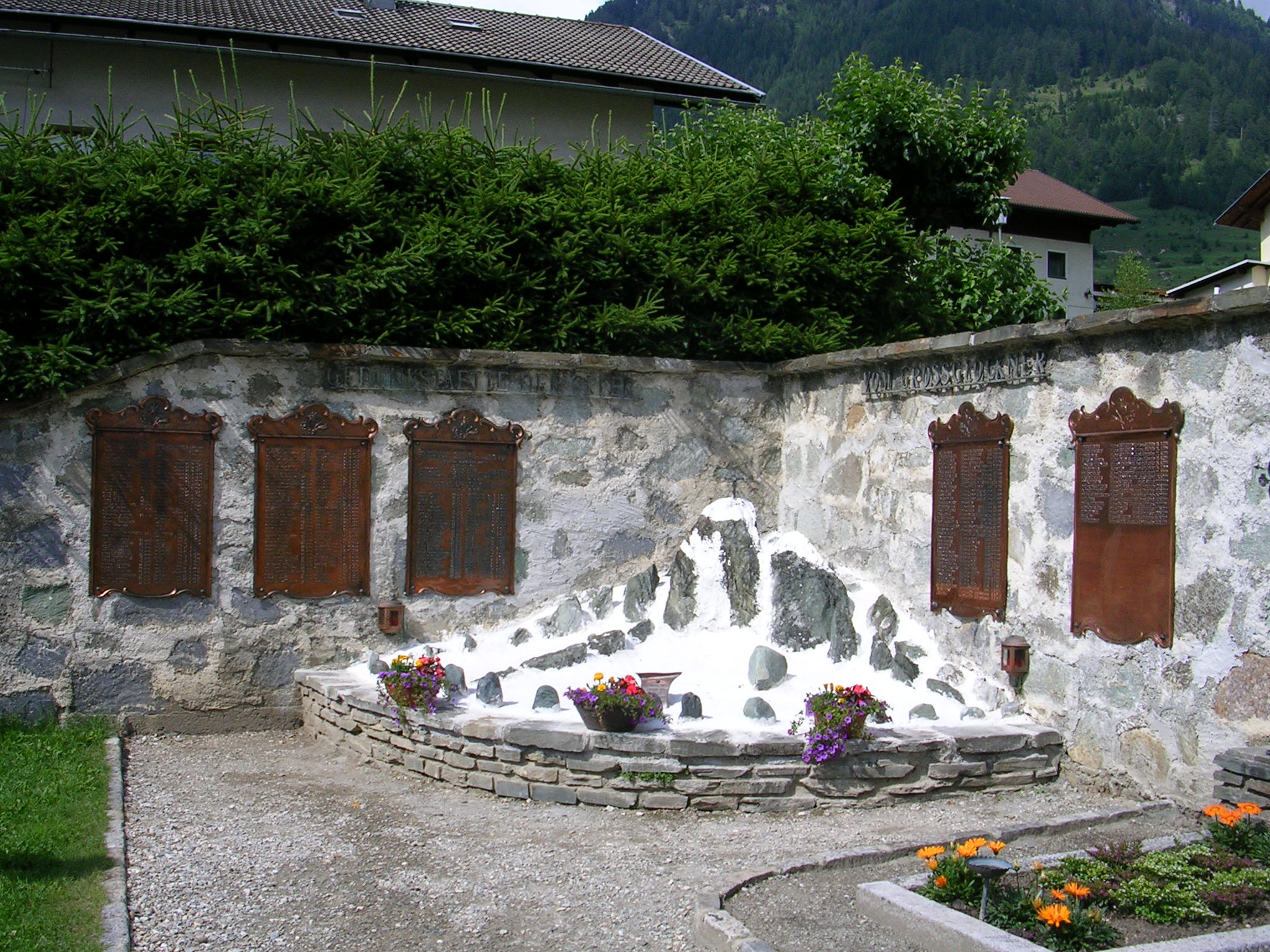
Denkmal für verunglückte Glocknertouristen auf dem Friedhof

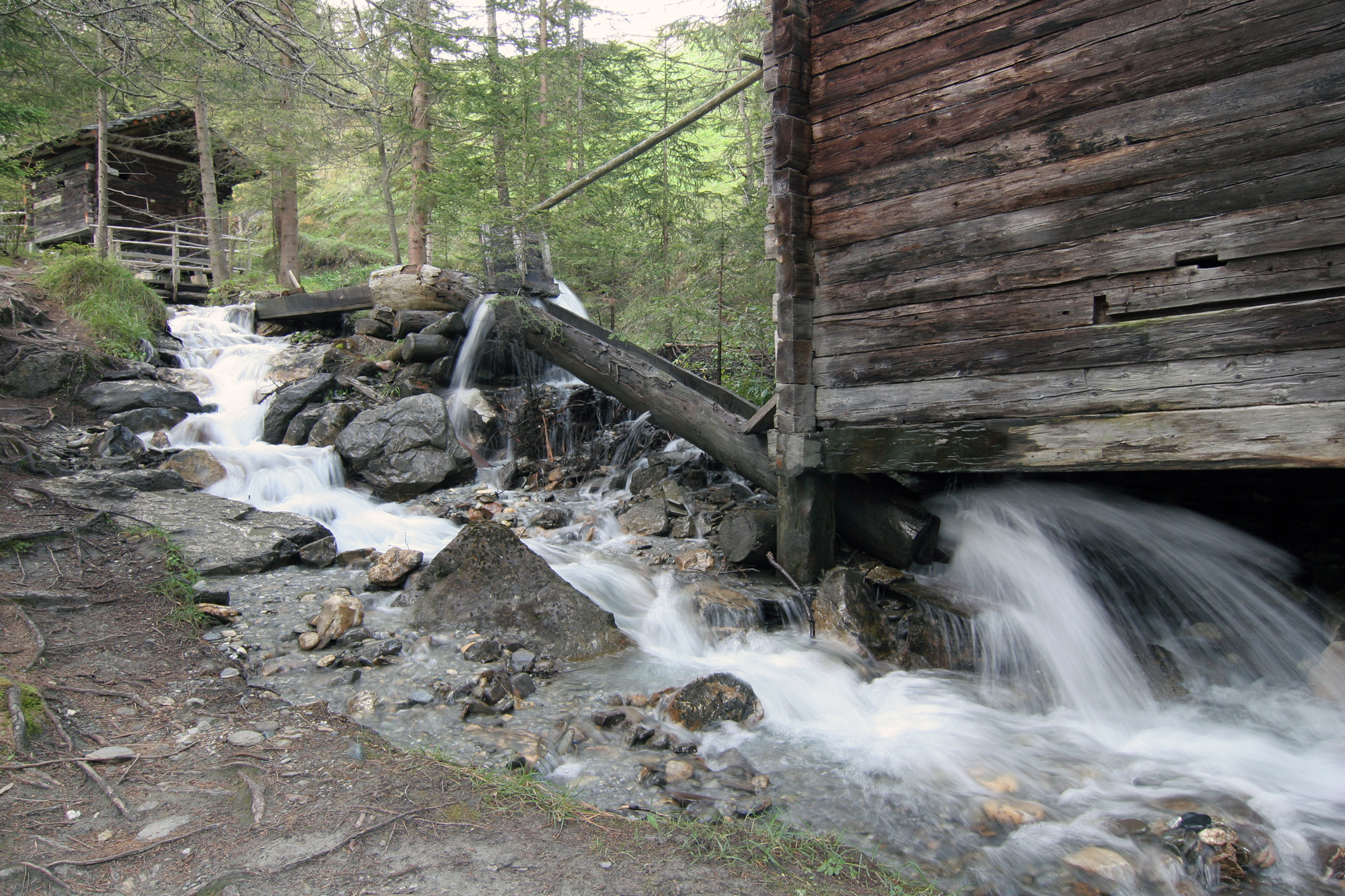
Stockmühlen

Zu den wichtigsten Sehenswürdigkeiten in der Gemeinde gehören die zahlreichen Kirchen und Kapellen, die sich verstreut auf dem gesamten Gemeindegebiet befinden. Der größte sakrale Bau befindet sich mit der Kalser Pfarrkirche im Ortsteil Ködnitz und ist dem Ortsheiligen St. Rupert geweiht. Bei der urkundlich bereits 1274 erwähnten Kirche handelt es sich um einen ursprünglich gotischen Bau, der zwischen 1744 und 1770 barockisiert wurde. Umgeben wird die Pfarrkirche vom Kalser Friedhof, in dem ein Denkmal für die verunglückten Glocknertouristen steht. Unweit der Pfarrkirche liegt auch das gotische Widum Kals am Großglockner aus dem Jahre 1481, der älteste Profanbau in der Gemeinde Kals. Durch die ortsunübliche Bauweise mit unregelmäßiger Fensteranordnung und einem steilen Satteldach nimmt das Gebäude einen besonderen Stellenwert ein (renoviert 2006). Eine zweite bedeutende Kirche befindet sich zwischen den Fraktionen Ködnitz und Großdorf. Die St. Georgs-Kirche wurde 1366 geweiht und verfügt über einen für das kleine Langhaus relativ hohen Turm. Die Kapelle Unterpeischlach wurde nach ihrer Zerstörung 1966 auf einer kleinen Anhöhe wieder errichtet.
Neben natürlichen Sehenswürdigkeiten wie der Daberklamm mit dem dahinterliegenden Dorfertal und dem Dorfersee oder den vergletscherten Südwesthängen des Großglockners befinden sich im Kalser Tal auch Relikte jahrhundertealter Wirtschaftsstrukturen. Beispiel hierfür sind die letzten sechs erhaltenen und restaurierten Stockmühlen am Kalserbach, die den Touristen von einem eigenen Mühlenverein zugänglich gemacht wurden und noch heute Korn mahlen. Des Weiteren wurde auch je ein ehemaliger Bergwerksstollen in Fallwindes und in Ganotz für Besucher geöffnet.

### Kunst und Kultur
Das Kalser Liedgut wird von mehreren Vereinen erhalten. Neben dem traditionellen Kirchenchor, der bereits 1741 urkundlich genannt wurde und der bereits im 19. Jahrhundert spielenden Trachtenmusikkapelle tritt auch der 1975 gegründete Frauenchor Kals für die Erhaltung von Brauchtum und Kalser Liedgut ein. Die 1990 gegründeten Kalser Stubenfliegen kümmern sich ebenso um die Erhaltung alter Kalser Lieder wie die 2005 geschaffene Gruppe VoKals. Um 1985 gründete sich auch die Volksbühne Kals, die im renovierten Kino eine Bühne einrichtete und jährlich wechselnde Stücke zur Aufführung bringt.

### Vereinswesen
Kals verfügt über ein breites Spektrum des Vereinswesens (ca. 30 Vereine). Die wichtigsten Vereine sind die Freiwillige Feuerwehr, die Musikkapelle und die Kalser Schützenkompanie. Daneben gibt es u. a. den bereits 1869 gegründeten Bergführerverein, die Schützengilde (Scheibenschießen) und den Jagdverein, der das 18.000 ha große Jagdrevier in Kals betreut.
Bei den sechs kirchlichen Prozessionen im Jahr wirken die Musikkapelle, die Schützenkompanie und die Fahnenabordnungen der Feuerwehr, Bergführer und Schützengilde mit.

### Sport
Mit der 1958 gegründeten Sportunion Kals verfügt die Gemeinde über einen Sportverein mit rund 250 Mitgliedern. Besonderes Anliegen ist dem Verein die Kinder- und Jugendförderung. 150 der 250 Mitglieder sind Kinder und Jugendliche. Gegliedert ist der Verein in die Sektionen Ski, Fußball, Tischtennis, Stockschützen, Volleyball und Motorik. Seit 1988 verfügt der Verein über einen eigenen Sportplatz mit Sportheim. 1989 wurde die Infrastruktur um Asphaltstockbahnen und 1990 um eine Naturrodelbahn mit Zeitnehmung erweitert.

## Wirtschaft und Infrastruktur
Zur Wirtschaftsgeschichte und der Geschichte des Schulwesens siehe: Geschichte von Kals am Großglockner

### Arbeitsstätten
Laut Arbeitsstättenzählung 2001 gibt es in Kals 64 Arbeitsstätten mit 168 Beschäftigten, wovon 109 unselbständige Beschäftigte sind. Wichtigste Branche in der Gemeinde ist demnach das Beherbergungs- und Gaststättenwesen, das mit 37 Betrieben (88 Beschäftigte) mehr als die Hälfte der Betriebe stellt. Weiterhin von Bedeutung ist die Branche Verkehr und Nachrichtenübermittlung mit 25 Beschäftigten sowie das Unterrichtswesen mit 19 Beschäftigten. Auffallend ist, dass es in Kals keinen Betrieb mit 20 oder mehr Beschäftigten gibt. Die geringe Beschäftigungsmöglichkeit in der Gemeinde verursacht zudem eine hohe Pendlerrate. Bei 39 Einpendlern sind 355 Einwohner von Kals außerhalb ihrer Heimatgemeinde beschäftigt. Rund 38 % der Auspendler müssen dabei außerhalb des Bezirkes Lienz ihrer Arbeit nachgehen.

### Land- und Forstwirtschaft
| Viehbestand zwischen 1782 und 1999 |      |       |       |       |      |      |
| Viehstand                          | 1782 | 1952  | 1961  | 1971  | 1983 | 1999 |
| Pferde                             | 42   | 76    | 57    | 12    | 3    | 22   |
| Rinder                             | 784  | 1.065 | 927   | 730   | 683  | 618  |
| Schweine                           |      | 292   | 281   | 260   | 150  | 88   |
| Schafe                             |      | 771   | 600   | 428   | 718  | 807  |
| Ziegen                             |      | 180   | 41    | 4     | 12   | 16   |
| Geflügel                           |      | 1.025 | 1.451 | 1.339 | 655  | 264  |

In Kals gab es 1999 insgesamt 98 land- und forstwirtschaftliche Betriebe, die insgesamt 11.706 ha bewirtschafteten. Dabei wurden 26 Betriebe im Haupterwerb und 55 Betriebe im Nebenerwerb geführt. 17 Betriebe waren im Eigentum von juristischen Personen. Wichtigste Einnahmequelle der Kalser Bauern ist die Viehzucht, wobei Kals bis in die 1970er Jahre für den Kalser Ochsen bekannt war. Danach folgte die Umstellung vom Pinzgauer zum Fleckvieh und die Bauern wechselten von der Ochsenmast zur Fütterung von Einstellern. Nach einem Preisverfall und dem EU-Beitritt begannen jedoch immer mehr Bauern wieder mit der Ochsenmast. Neben der Rinderzucht spielt auch die Schafzucht sowie die Milchlieferung eine wichtige Rolle. Die höchste Milchquote erreichten die Kalser Bauern 2001, als von 36 Bauern rund 535.000 kg Milch abgeliefert wurden. 2003 sank die Quote bei nur noch 27 Lieferanten auf rund 492.000 kg Milch. Prägend für die Kalser Landwirtschaft ist auch die Almwirtschaft, die von 75 % der Bauern, insbesondere im Dorfertal, noch aktiv betrieben wird.
Die Forstwirtschaft in der Gemeinde Kals liegt vor allem in der Hand der Agrargemeinschaft Kals, die 1972 von mehr als hundert Mitgliedern gegründet wurde. Hauptanteilseigner ist die Gemeinde Kals mit 60 %, da diese den Gemeindewald in die Agrargemeinschaft einbrachte. Haupteinnahmequelle ist der Holzverkauf, der jährlich 2.000 bis 3.000 Festmeter beträgt. Durch den Rückgang im Brennholzabsatz entschloss sich die Agrargemeinschaft zur Vermarktung von Hackschnitzeln. Mussten die Hackschnitzel zunächst noch außerhalb der Gemeinde Kals verkauft werden, so betreibt die Osttiroler Hackschnitzelgenossenschaft heute zwei Heizwerke in der Gemeinde. Die Agrargenossenschaft liefert als größter Teilhaber jährlich rund 800 Schüttraummeter Hackschnitzel an die beiden Anlagen. Das Kalser Sägewerk, das 1985 von der Agrargemeinschaft übernommen wurde, war unter anderem durch hohe Transportkosten und den Holzpreisverfall immer wieder von der Stilllegung bedroht.

### Tourismus
Der Tourismus spielt in der Kalser Wirtschaft eine tragende Rolle und wird vom Tourismusverband Kals am Großglockner (1953 als Verschönerungsverein gegründet) koordiniert. Die Grundlage für den Sommertourismus stellte dabei die Erstbesteigung des Großglockners von Kalser Seite im Jahr 1855 dar, wobei der Tourismus insbesondere ab den 1950er Jahren einen bedeutenden Aufschwung nahm. Das Wachstum konnte bis in die 1980er Jahre gehalten werden, wobei das Wanderwegenetz zwischen 1960 und der Mitte der 1970er Jahre von 80 auf 200 km erweitert wurde. Nach einem Nächtigungstief in den 1990er Jahren konnten die Nächtigungszahlen durch einen Ausbau der Wintersportmöglichkeiten wieder gesteigert werden. 2003 lagen die Nächtigungszahlen bei 68.539 Winternächtigungen und 78.356 Sommernächtigungen. Wichtigster Faktor im Sommertourismus ist das Wandern und Bergsteigen, wobei der Glocknertourismus eine herausragende Stellung einnimmt. Der Grundstein für den Wintertourismus wurde in Kals 1961 mit der Errichtung des Einsessellifts Glocknerblick gelegt.
Ab 1995 wurde das Skigebiet (Bergbahnen Kals) deutlich erweitert und verfügte über drei Viersessellifte und drei Schlepplifte, ferner über rund 25 km gespurte Langlaufloipen. Auffallend an der Tourismusstruktur zu jener Zeit war der geringe Anteil der Gewerbebetriebe im Vergleich zu den Privatzimmervermietern (nur drei Hotels) sowie die geringe Größe der Betriebe. Hinzu kam ein relativ hoher Anteil von Zimmern ohne sanitären Komfort. Neben einer Verbesserung der gegebenen Strukturen plante Kals eine Steigerung der Bettenzahlen von 1.520 (2003) auf 2.000, was auch die auf Grund der geringen Auslastung gefährdete wirtschaftliche Existenz der damaligen Kalser Bergbahnen sichern sollte. Eine Verbindung des Skigebiets mit den Goldried Bergbahnen in Matrei in Osttirol wurde erstellt und unter dem gemeinsamen Namen Großglockner Resort Kals–Matrei am 8. Dezember 2008 eröffnet. 2012 eröffnete die Schultz Gruppe, die auch die Bergbahnen in Kals und Matrei betreibt, das Gradonna Mountain Resort, eine luxuriöse Hotel- und Chaletanlage mit rund 500 Betten direkt an der Skipiste.
2008 war Kals eines von 17 Gründungsmitgliedern der Bergsteigerdörfer-Initiative des ÖAV im Zeichen touristischer Nachhaltigkeit. Der Bau der Chaletanlage außerhalb des historischen Ortskerns war mit den Kriterien der Initiative jedoch nicht vereinbar, woraufhin Kals dieses Qualitätssiegel Ende des Jahres 2011 wieder aberkannt wurde.

### Verkehr
Mit der Felbertauernstraße B 108 verfügt die Gemeinde im Süden des Gemeindegebietes über einen Anschluss an das höherrangige Straßennetz. Die verkehrsmäßige Aufschließung der Gemeinde selbst erfolgt durch die Kalser Straße L 26. Diese beginnt in Huben (Gemeinde Matrei) und verläuft über die Kalser Ortsteile Oberpeischlach, Staniska, Lesach und Ködnitz bis Großdorf. Während das östlich verlaufende, hintere Ködnitztal mit dem Lucknerhaus über eine Mautstraße (Kalser Glocknerstraße) erreichbar ist, ist das Kalser Dorfertal ab der Siedlung Taurer nur mehr für die Almbesitzer befahrbar.
Mit öffentlichen Verkehrsmitteln ist Kals mit Linienbussen der ÖBB-Postbus GmbH erreichbar. Die Linie 4408 bindet die Gemeinde dabei täglich bis zu neunmal an die Bezirkshauptstadt Lienz an (Fahrzeit 48 Minuten). Geführt wird die Linie von Großdorf (Haltestelle Kals am Großglockner Taurer) über Huben bis zum Bahnhof von Lienz, wo sich der nächstgelegene Anschluss an das Bahnnetz befindet.
Im Westen des Ortes befindet sich die Talstation der Seilbahn Kals 1 und führt in das Großglockner Resort Kals–Matrei.

### Bildung
Im Jahr 1969 eröffneten Schulgebäude (renoviert 2000–2003) im Ortsteil Ködnitz sind die Volksschule, die Neue Mittelschule sowie der Kindergarten untergebracht, die zu einem Bildungszentrum zusammengefasst sind. Die zweiklassige Volksschule besuchen 2018 rund 40 Kinder, wobei sich der Volksschulsprengel beinahe mit dem Kalser Gemeindegebiet deckt. Nur die Kinder aus Unterpeischlach werden in der Volksschule Huben eingeschult. Die Kalser Hauptschule wurde 1976 als Expositur der Hauptschule Matrei gegründet und wird seit 1994 als selbständiger Standort geführt. Die Neue Mittelschule besuchen 46 Kinder (2018). Der Hauptschulsprengel ist mit dem Gemeindegebiet identisch.
1984 wurde in Kals auch eine Musikschule gegründet.

### Sicherheit
Während die Polizei keine eigene Inspektion in der Gemeinde hat, besteht seit 1896 in Kals eine Freiwillige Feuerwehr, ebenso wie eine Ortsstelle des Österreichischen Bergrettungsdienstes.

## Politik
Der Gemeinderat als oberstes Gremium der Gemeinde umfasst 13 Sitze und wird alle sechs Jahre im Zuge tirolweiter Gemeinderatswahlen gewählt. Gleichzeitig wird der Bürgermeister in einer Direktwahl bestimmt, wobei es bei keiner absoluten Mehrheit für einen Kandidaten zu einer Stichwahl kommt.
Stärkste Kraft in der Gemeindepolitik ist von jeher die ÖVP, die bei den Gemeinderatswahlen ähnlich wie im gesamten Bundesland nicht als einheitliche Partei, sondern im Rahmen von mehreren der ÖVP nahestehenden Listen antritt. Die bündische Gliederung der ÖVP in Bauern-, Wirtschaftsbund und ÖAAB spiegelt sich dabei teilweise auch in den konkurrierenden Listen im Kalser Gemeinderat wider. Stärkste Liste im Kalser Gemeinderat war ab 2004 die Liste Ortsbauernschaft Kals am Großglockner (Bauernbund), die 2004 42,3 % (− 4,9 Prozentpunkte) erreichte und damit ihre absolute Mandatsmehrheit verlor. Sie stellt mit Nikolaus Unterweger auch den Bürgermeister, der seit 1992 an der Spitze des Gemeinderates steht und 2004 mit 86,2 % in einer Direktwahl bestätigt wurde. Hinter der Ortsbauernschaft Kals folgten bei den Wahlen 2004 die Listen Tourismus und Wirtschaft (Wirtschaftsbund) mit 22,1 % (+ 5,9 Prozentpunkte) und die Liste AAB mit 21,1 % (+ 3,9 Prozentpunkte). Klarer Wahlverlierer war neben der Ortsbauernschaft die Liste FÜR KALS – Freiheitliche und Unabhängige die mit 14,5 % rund 5 Prozentpunkte einbüßte. Bei der Gemeinderatswahl 2010 wurde Nikolaus Unterweger erneut mit 64,9 % zum Bürgermeister gewählt. Er trat bei der Gemeinderatswahl mit der Heimatliste Kals am Großglockner an, die 36,2 % sowie fünf Mandate erreichte. Unterwegers Gemeinderatsliste büßte damit auch 2010 deutlich an Stimmanteilen ein. Am stärksten steigern konnte sich die Liste Tourismus und Wirtschaft, die sich 2010 von 22,1 % auf 35,3 % verbessern konnte und vier Mandate erreichte. Ebenfalls stark schnitt die Liste FÜR KALS – Unabhängige Bürgerliste Kals am Großglockner ab, die 28,5 % und vier Mandate erreichte. In der Liste für Kals arbeiten dabei der ÖAAB und die FPÖ zusammen.
Wie stark die ÖVP in Kals tatsächlich verankert ist, zeigt ein Blick auf die Landtagswahlen von 2003, wo sie 74,04 % der Stimmen erreichte.

### Wappen
Blasonierung:
Auf goldenem Grund fünf aufrechte, unten vereinte schwarze Spitzen.
Während die vier äußeren Spitzen lediglich bis zur Mitte des Wappenschilds reichen, verläuft die mittlere Spitze bis an den oberen Wappenrand und symbolisiert dabei den Großglockner. Am rechten Rand der mittleren Spitze ist zudem leicht abgesetzt der Kleinglockner erkennbar.
Das Wappen wurde der Gemeinde Kals 1978 verliehen.

## Sonstiges
Im Gemeindegebiet von Kals wurden im Rahmen des Projektes zur Wiederansiedlung von Bartgeiern in Österreich mehrfach junge Bartgeier freigelassen.

## Persönlichkeiten

### Ehrenbürger
- Johann Stüdl (1839–1925), Prager Kaufmann und Förderer des Alpinismus

### Söhne und Töchter der Gemeinde
- Rupert Huter (1834–1919), Priester und Botaniker
- Virgil Groder (1856–1924), Maler
- Sepp Huter (1929–2001), Kapellmeister und Komponist
- Rupert Schwarzl OFM (* 1947), Provinzial der Franziskanerprovinz Austria 2007–2011
- Fabio Wibmer (* 1995), Mountainbiker